# Estádio Vanderlei Afonso da Silva
O Estádio Vanderlei Afonso da Silva, conhecido por Ipirangão, é um estádio de futebol localizado na cidade de Aliança do Tocantins, no estado de Tocantins, pertence ao Governo Municipal e tem capacidade para 500 pessoas.